# Dorpskerk van Benzingerode
De Dorpskerk Benzingerode (Duits: Dorfkirche Benzingerode) is de protestantse kerk van het tot de Duitse stad Wernigerode behorende voormalige dorp Benzingerode. De kerk behoort tot de Evangelisch-Lutherse Landskerk in Brunswijk. 

## Geschiedenis
Het godshuis werd in 1903 gebouwd naar het ontwerp van de uit Brunswijk afkomstige architect Johann Pfeifer. De kerk is een centraalbouw met een kruis als grondvorm en opgetrokken in de neoromaanse stijl. Het gebouw wordt gedomineerd door een over de viering oprijzende achthoekige toren met forse spits. Kleinere, als trappenhuis dienende, torens zijn tussen de westelijke kruisarm en het transept ingevoegd.

## Interieur
Het interieur van de kerk werd nagenoeg geheel door schilder Adolf Quensen (1851-1911) in prachtige kleuren geschilderd. In de altaarruimte wordt de Openbaring van Johannes voorgesteld. Rondom het altaar is een Apostelcyclus geschilderd. De muren en gewelven bevatten decoratieve sjablonen, bloemen en kruisen. In de noordelijke en zuidelijke kruisarm zijn galerijen boven de rondbogige arcaden. Het orgel staat op de westelijke galerij. Vermeldenswaard zijn eveneens gebrandschilderde ramen en een epitaaf in de voorhal uit het jaar 1761.   